# Schweix
Schweix település Németországban, Rajna-vidék-Pfalz tartományban. Lakosainak száma 280 fő (2023. december 31.).

## Népesség
A település népességének változása:
| Lakosok száma | 343  | 303  | 304  | 280  | 290  | 280  |
|               | 1975 | 2017 | 2019 | 2021 | 2022 | 2023 |